# Milada Horáková
Milada Horáková, rozená Králová (25. prosince 1901 Královské Vinohrady – 27. června 1950 Praha), byla česká právnička, politička, demokratka, národní socialistka a feministka, manželka zemědělského inženýra a novináře Bohuslava Horáka. Dva roky po komunistickém převratu v únoru 1948 se stala obětí justiční vraždy v důsledku jednoho z nejznámějších politických procesů v komunistickém Československu, ve kterém byla odsouzena za spiknutí proti republice. 

## Život

### Mládí a studium
Narodila se v Rumunské ul. č.p. 18/22 na Královských Vinohradech (dnes Praha 2 – Vinohrady) v rodině Čeňka Krále (1869–1955) a Anny, rozené Velíškové. Tamtéž po obecné škole začala v roce 1913 navštěvovat Dívčí reálné gymnázium Školských sester řádu sv. Františka v Korunní ulici. Po pěti letech z této katolické a prohabsburské školy v roce 1918, kdy se blížil vznik samostatného českého (československého) státu, přešla do vlasteneckého Dívčího lycea a Vyššího reformního reálného gymnázia, rovněž na Královských Vinohradech, ve Slezské ulici. Údaj o tom, že z původního gymnázia byla pro účast na prvomájové demonstraci vyloučena, se nezakládá na pravdě.Po maturitě v roce 1921 přešla na Právnickou fakultu Univerzity Karlovy, kde v říjnu 1926 promovala.
Milada měla tři sourozence, dva z nich – starší Marta a mladší Jiří – zemřeli v dětství na septickou spálu. Dospělosti se tak dožila jen o 16 let mladší sestra Věra (provdaná Tůmová).
Roku 1924 se setkala s Františkou Plamínkovou, zakladatelkou Ženské národní rady (ŽNR). Do tohoto spolku vstoupila pouze nepřímo, jako stálá delegátka Sdružení vysokoškolsky vzdělaných žen (SVVŽ). V ŽNR se brzy stala vedoucí komise Postavení ženy v zákonech a veřejných řádech.
V roce 1925 těžce onemocněla v rodině osudovou spálou, díky svému mládí však nemoci nepodlehla a přežila.

### První republika

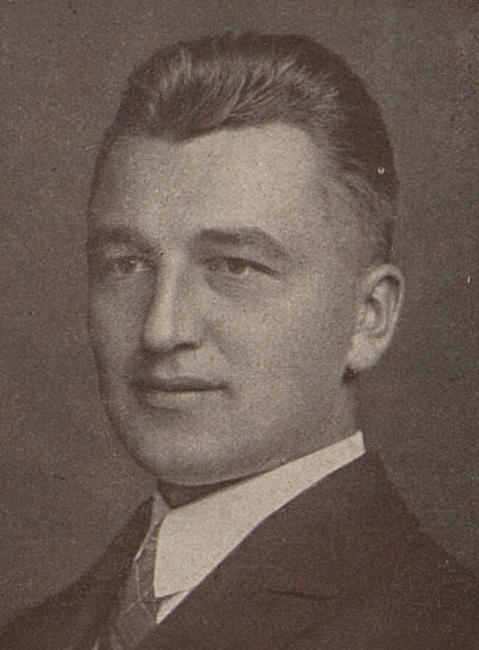
Manžel Bohuslav Horák (okolo r. 1927)

Krátce po ukončení studia se vdala za Bohuslava Horáka, zemědělského ekonoma, kterého znala již ze studií. Horák byl redaktorem Československého rozhlasu, koncem první republiky jeho programovým ředitelem. Díky němu pak hluboce věřící Horáková přestoupila i se svými rodiči od římskokatolické církve k Českobratrské církvi evangelické.
V roce 1933 se manželům Horákovým narodila dcera Jana.
Od roku 1929 byla členkou Československé strany národně socialistické (ČSNS), ačkoli těžiště její veřejné činnosti byla nestranická Ženská národní rada.
Pod vedením Františky Plamínkové a se svými kolegyněmi z SVVŽ zpracovávala připomínky k zastaralému občanskému zákoníku, především k paragrafům o rodině, a k návrhům nových nebo novelizovaných zákonů, které měly zaručit rovnoprávné postavení žen na pracovním trhu, jak v dělnických, tak v úřednických, učitelských a podobných profesích. Měly rovněž pomoci rozvedeným nebo neprovdaným matkám a jejich dětem ke zlepšení sociální situace (tzv. alimentační zákon). Připomínky ŽNR týkající se revidovaného občanského zákoníku však vláda a parlament (s drtivou většinou mužů) po celé meziválečné období odmítaly. Do roku 1938 nebyly projednávány.

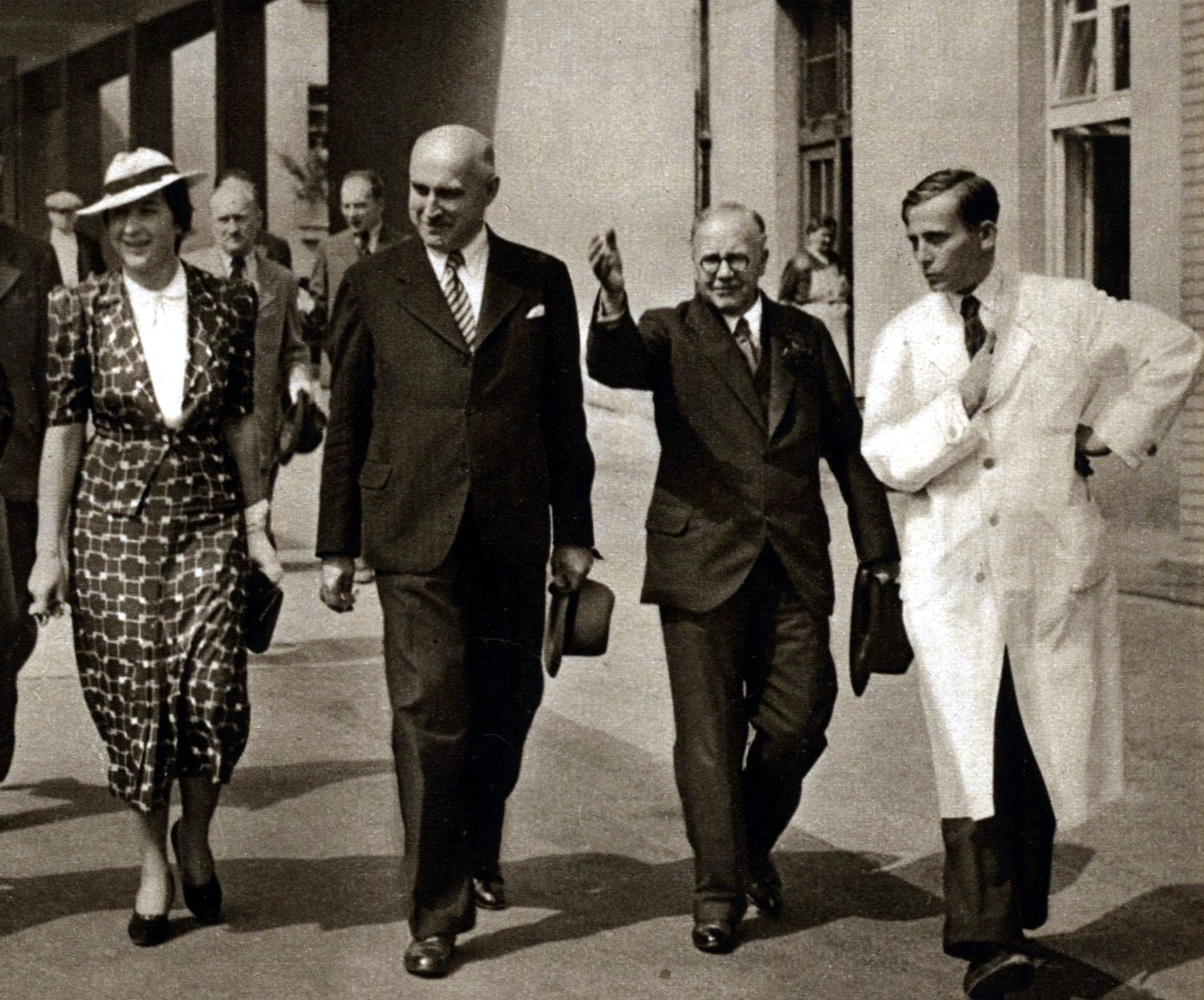
Milada Horáková a Alois Štůla (druhý zleva) doprovázejí britského ministra zdravotnictví v Masarykových domovech, 1937

Jako socialistka byla Milada Horáková také aktivní v otázkách solidarity, a to především na poli sociální spravedlnosti, sociální péče a zabezpečení. Byla členkou Československého červeného kříže a řady dalších sociálních spolků. Této činnosti se věnovala i profesionálně. Záhy po studiích zásluhou Františky Plamínkové obdržela (s několika dalšími právničkami) místo na Ústředním sociálním úřadu hl. m. Prahy, jehož ředitelem byl Petr Zenkl. Stát a veřejné instituce totiž do té doby nepřijímaly právničky do svých služeb. Skutečnost, že se magistrát podvolil, znamenala velký zlom v dosavadním nazírání na jejich uplatnění v praxi a přiměla ostatní státní a veřejné instituce k následování.
V rámci ŽNR se Milada zúčastnila ženských konferencí či kongresů ve Vídní (1930), v Marseille (1933), v Dubrovníku (1936) a v Edinburghu (1938). Ovládala francouzštinu a němčinu.

### Druhá světová válka

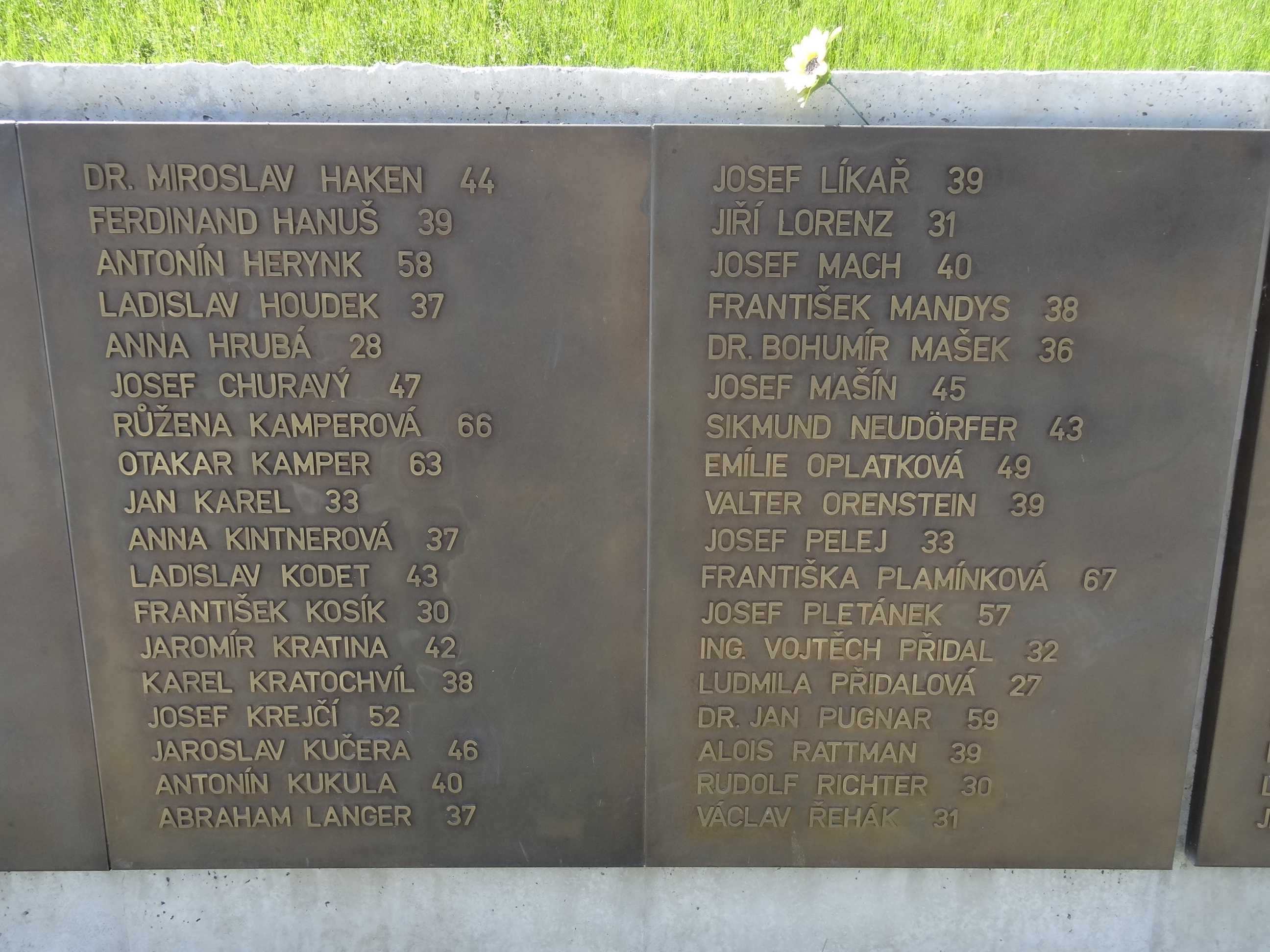
Františka Plamínková, která byla pro Miladu Horákovou velkým vzorem, byla popravena na Kobyliské střelnici 30. června 1942

Skrze ŽNR organizovala sociální pomoc v souvislosti se světovou ekonomickou krizí. Po Mnichovské dohodě v roce 1938, v rámci svých služebních povinností, pomáhala českým uprchlíkům ze zabraného pohraničí. V roce 1939 byly vdané ženy ve státních službách ze zákona penzionovány, aby uvolnily místa pro české muže odsunuté z území připojeného k Německé říši nebo vykázané ze Slovenska a Podkarpatské Rusi. Rovněž Horáková musela odejít ze zaměstnání. Po 15. březnu 1939 se zapojila do antifašistické odbojové organizace Petiční výbor Věrni zůstaneme (PVVZ) a Politické ústředí, pro které aktivně vyhledávala na struktuře bývalé ŽNR nové ilegální pracovnice, zajišťovala tajné byty, získávala zpravodajské informace. Patřila mezi klíčové osobnosti PVVZ a podílela se na formulování jeho prvotního programu.
Neušla však pozornosti gestapa a 2. srpna 1940 byla společně s manželem zatčena, ne však za aktivity v odboji, ale za práci v ŽNR. Po zjištění napojení na odboj byla tvrdě vyslýchána a bita, pro gestapo však bez úspěchu. Týrání Horákové dosvědčuje její spoluvězeňkyně z pankrácké věznice Zdena Mašínová starší. Dva roky byla vězněna na Pankráci a na Karlově náměstí, po atentátu na Heydricha byla převezena do Malé pevnosti v Terezíně, kde později vedla oddělení tamější „marodky“, což jí umožnilo relativně volný pohyb po lágru. Zde se znovu setkala se svým vzorem Františkou Plamínkovou, později popravenou na Kobyliské střelnici. Z Malé pevnosti v Terezíně byla v červnu 1944 převezena do Lipska a poté do Drážďan. Soud s Horákovou se konal v Drážďanech v říjnu 1944, kde se sama hájila v němčině. Prokurátor jí navrhl trest smrti, který soud nakonec změnil na 8 roků káznice. Ten si odpykávala do dubna 1945 v ženské věznici v Aichachu u Mnichova (v Horním Bavorsku blízko Dachau), odkud ji osvobodila americká armáda.

### Poválečné období

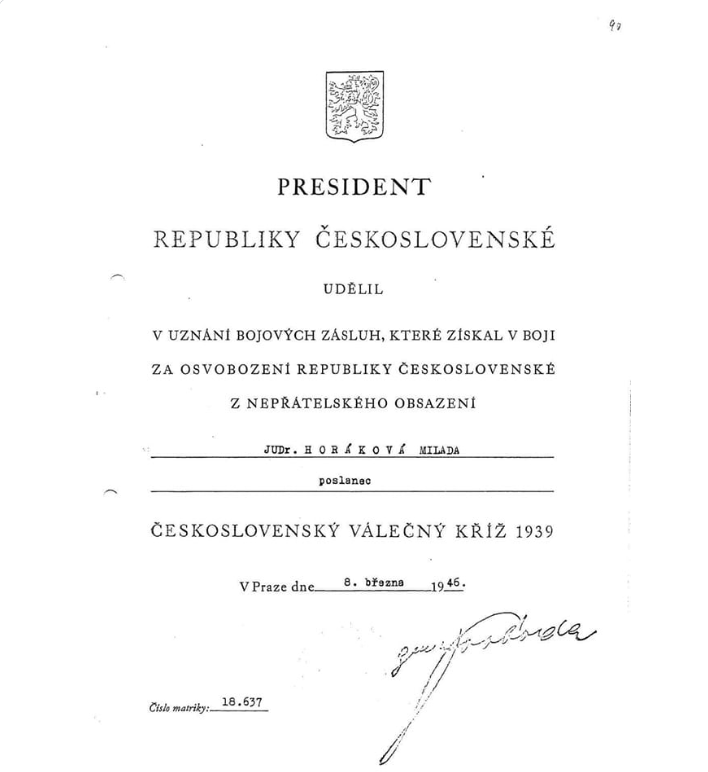
8. března byl Miladě Horákové udělen Československý válečný kříž 1939

Po osvobození v květnu 1945 se vrátila do Prahy, kde se po několika dnech setkala s manželem, který se rovněž vrátil z vězení. Milada Horáková se po audienci u prezidenta Beneše, kterou absolvovala s delegací Rady československých žen, zapojila do politického života. Obnovila své členství v ČSNS a přijala poslanecký mandát Prozatímního národního shromáždění.
V roce 1946 kandidovala za ČSNS v Zemi české a byla zvolena do Ústavodárného Národního shromáždění, byla členkou zahraničního a ústavněprávního výboru. V této době byla kritická vůči činnosti poválečných lidových soudů, práci v oblasti sociálních otázek, hospodářství a zahraniční politiky (odmítnutí Marshallova plánu) a brzy rozpoznala servilní poslušnost československých komunistů vůči Moskvě. Kvůli tomu byla monitorována StB, která byla již od konce války ovládána právě komunisty.
V červnu 1945 se ujala vedení nově založeného spolku – Rada československých žen (RČŽ). Řádnou předsedkyní se stala až po spolkových volbách v roce 1946 a 1947. Cílem Horákové bylo z RČŽ vybudovat celostátní ženskou organizaci, masovou, s místními, okresními a krajskými sekretariáty a pražským ústředím. Tím se RČŽ zásadně lišila od předválečné ŽNR. Svou organizační strukturou vytvořila naopak vzor pro vznik budoucího Československého svazu žen. Od předválečné ŽNR se odlišovala i tím, že do místopředsednických funkcí dosazovala vůdkyně čtyř povolených politických stran, zatímco ŽNR se politickou příslušností členek nezabývala. Časopisem RČŽ byl týdeník Rada žen (1945–1946), potom Vlasta (od 1947, jako nejprodávanější periodikum pro ženy vychází dodnes). Dále byla místopředsedkyní Svazu osvobozených politických vězňů a místopředsedkyní Svazu přátel SSSR.
Jako členka výkonného výboru Mezinárodní demokratické federace žen (MDFŽ), kde reprezentovala Národní frontu žen (NFŽ), v jejímž rámci působila i RČŽ, se zúčastnila zasedání této organizace v Paříži (1945), Moskvě (1946) a Stockholmu (1947). MDFŽ, vedená sovětskými a francouzskými komunistkami, se pod rouškou boje proti zbytkům fašismu a za trvalý mír snažila skrze světové ženské hnutí získat jednotlivé státy k levicové orientaci.

### Vládní krize a komunistický převrat

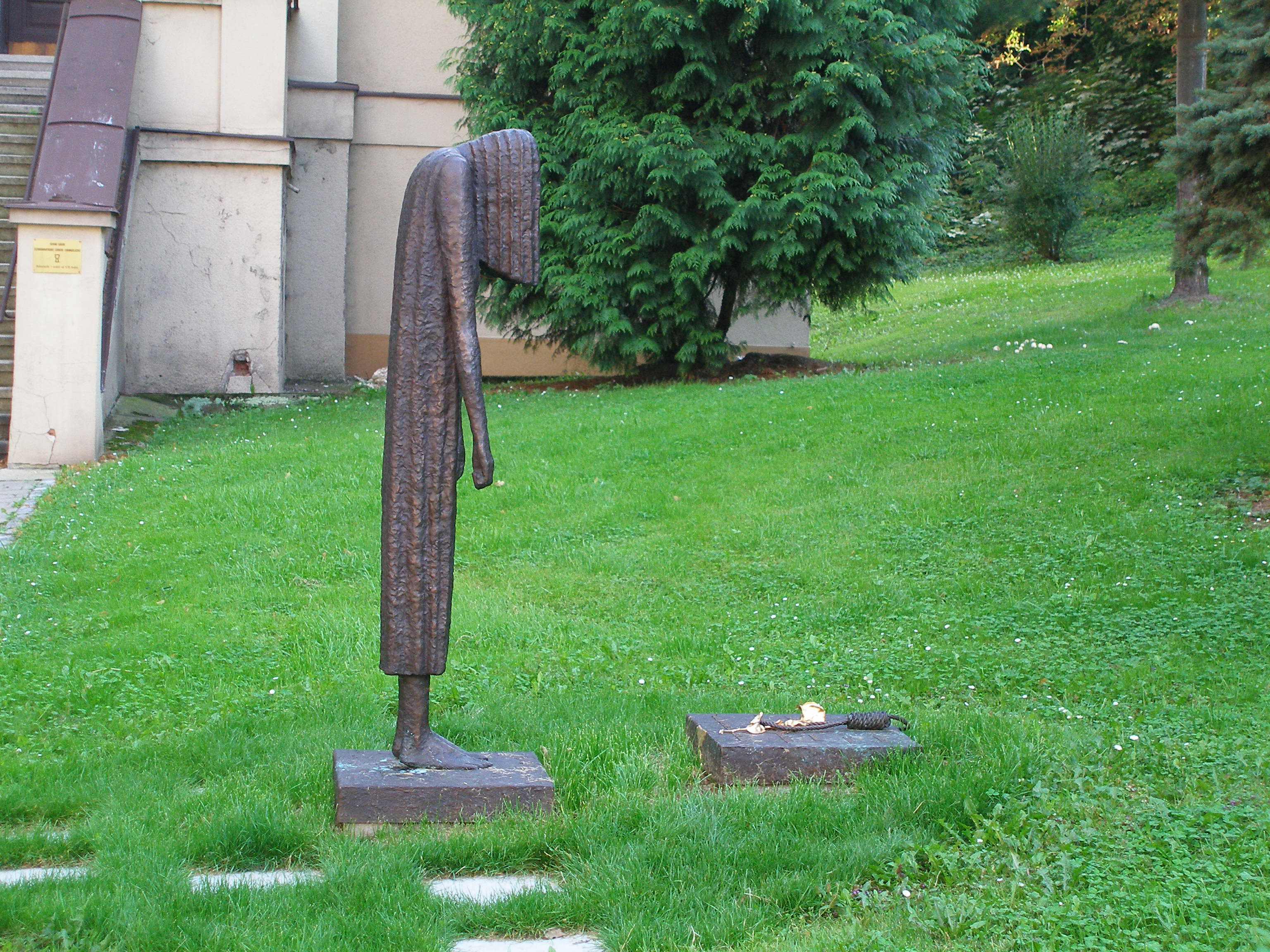
Pomník od O. Zoubka u evangelického kostela na Smíchově, kde Horáková v Zapově 3 před zatčením bydlela

V období vládní krize se snažila o svolání schůze parlamentu, což se jí nepodařilo. Na stranické schůzi ČSNS dne 24. února 1948 odhalila Aloise Neumana jako skrytého komunistu, Neuman ze schůze utekl, a tak nemohl být ještě ten den vyloučen, jak bylo navrženo, a druhý den vstoupil do obrozené Gottwaldovy vlády jako ministr za ČSNS."
"Po ustanovení Akčního výboru parlamentní Národní fronty 25. února 1948 nebyla vybrána mezi poslance, kteří měli deklarovat svou podporu obnovené Národní frontě a nové vládě Klementa Gottwalda, a očekával se její přechod do opozice. Na protest proti tomuto postupu 10. března 1948 rezignovala na poslanecký mandát." Shodou okolností demisi podala právě v den smrti Jana Masaryka.
V RČŽ dne 25. února 1948, kdy se rozhodovalo o vstupu této organizace do Ústředního akčního výboru NF, se Milada Horáková zdržela hlasování. Většina přítomných zvedla ruku ve prospěch vstupu do akčního výboru NF. Druhého dne byla předsedkyně Horáková z RČŽ vyloučena, vedení převzala dosavadní místopředsedkyně, komunistka Anežka Hodinová-Spurná.
Nastoupila opět na pražský magistrát, tentokrát jako sociální referentka Ústředního národního výboru. Přestože měla možnost opustit Československo, svůj odchod z vlasti oddalovala a byla stále politicky aktivní. V květnu 1948 založila s bývalým poslancem Josefem Nestávalem neformální skupinu kolem ČSNS, která udržovala kontakty s exilovými politiky Petrem Zenklem a Hubertem Ripkou. Podporovala lidi usilující o emigraci. Pomalu tak vznikal třetí protikomunistický odboj, ač svou činností se nikdy nedostal na hranu nebo dokonce za hranu tehdejších zákonů.
Horáková se dostala do hledáčku jako vhodná kandidátka pro akci StB „Střed“, v rámci níž byla 27. září 1949 zatčena. Pokus o zatčení se doma na Smíchově nezdařil, neboť tam byla jen služebná, dcera a Bohuslav Horák, kterému se podařilo v nestřeženou chvíli uniknout. Varovat svou ženu se mu však nepodařilo, neboť byla zatčena o několik hodin dříve ve své kanceláři v Masné ulici.

### Vyšetřování a proces

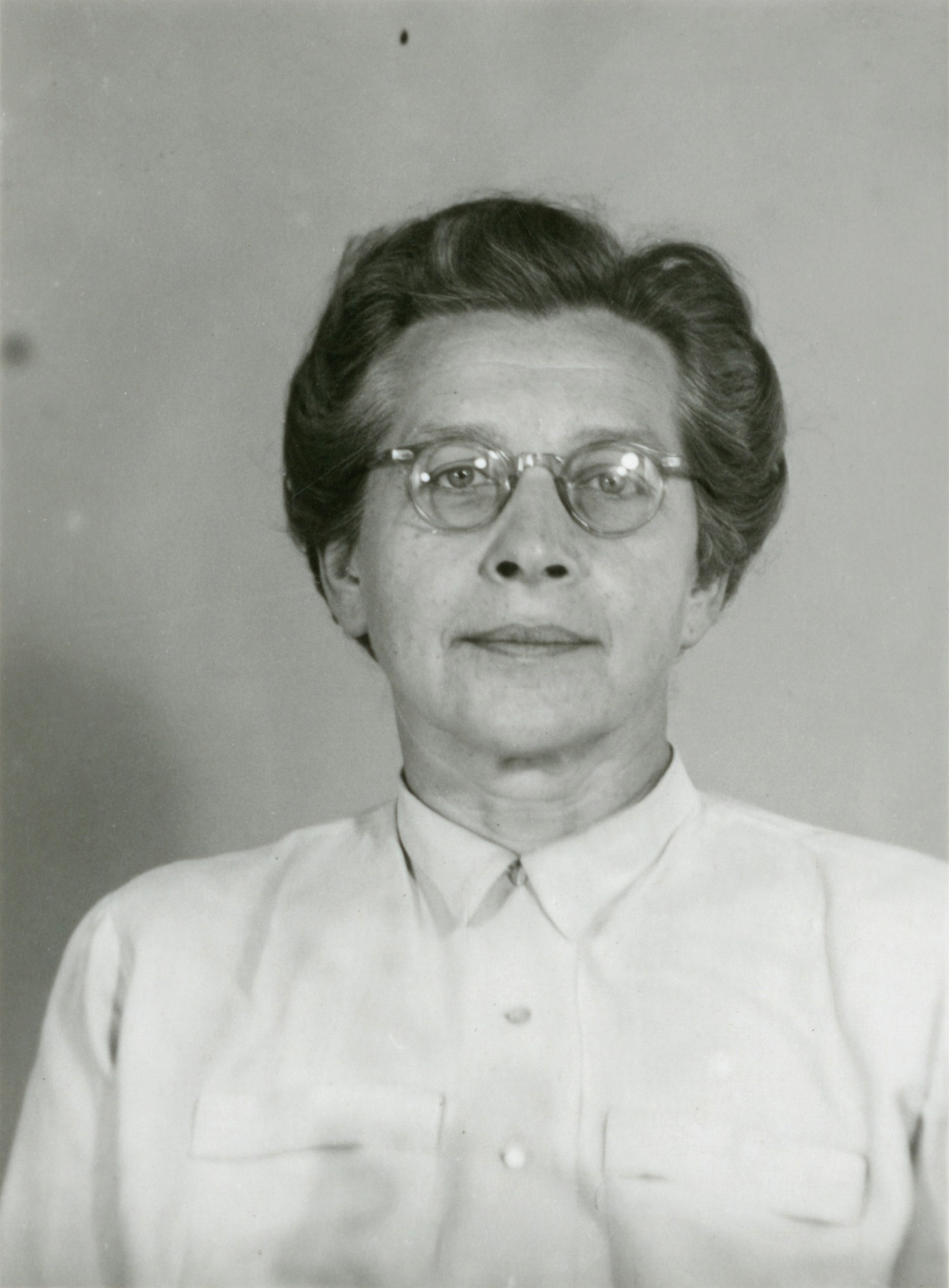
Vazební fotografie Milady Horákové

Proces s Miladou Horákovou a s jejími dvanácti kolegy, řízený JUDr. Karlem Trudákem, probíhal od 31. května do 8. června 1950 a byl zinscenován jako veřejný politický proces po vzoru sovětských velkých čistek ve 30. letech na přímý příkaz prezidenta Gottwalda. Kromě procesu se skupinou Milady Horákové bylo již v listopadu 1949 zatčeno na 380 bývalých funkcionářů ČSNS. Osm dní trvající proces měl svůj přesně vynucený scénář, podle kterého se měli a byli donuceni obžalovaní chovat, ale v některých momentech přesto jednali proti režii.

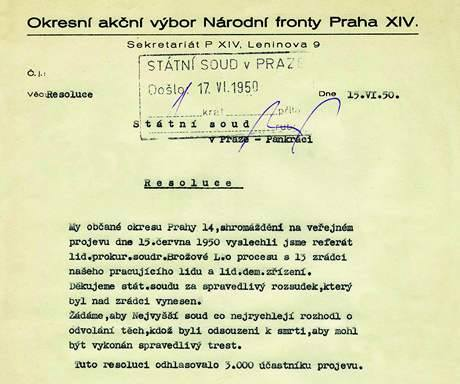
„Lidová rezoluce“ reagující na proces

Obzvláště doktorka Horáková, která byla vyslechnuta první den, se nepoddala a přes vynucenou režii se jí místy podařilo bránit sebe a své ideály, i když věděla, že tím svoje šance na mírnější trest jen snižuje. Během procesu byly nošeny do soudní síně koše s tisíci rezolucemi lidí žádajících nejvyšší tresty pro obviněné, které byly organizovány nejen závodními výbory KSČ, milicemi, ale i uličními výbory (v pozadí stála tajná státní bezpečnost a sovětští poradci).
Osmý den procesu, 8. června 1950, po závěrečné řeči státních zástupců Juraje Viesky, Josefa Urválka a Ludmily Brožové-Polednové proběhly poslední řeči všech odsouzených, které byly médiím cenzurovány. Následně byly vyneseny rozsudky: čtyři tresty smrti oběšením včetně Horákové, čtyři tresty doživotního vězení a pět trestů od dvaceti do dvaceti osmi let.
V té době, 16. června 1950 v časných ranních hodinách, byla na Pankráci vykonána poprava studenta přírodovědecké a právnické fakulty Univerzity Karlovy Veleslava Wahla a majora pěchoty, výsadkáře za druhé světové války Jaromíra Nechanského za účast na protikomunistickém odboji. Wahl byl zatčen dva týdny před Miladou Horákovou dne 12. září 1949, Nechanský ještě o týden dříve.

### Smrt

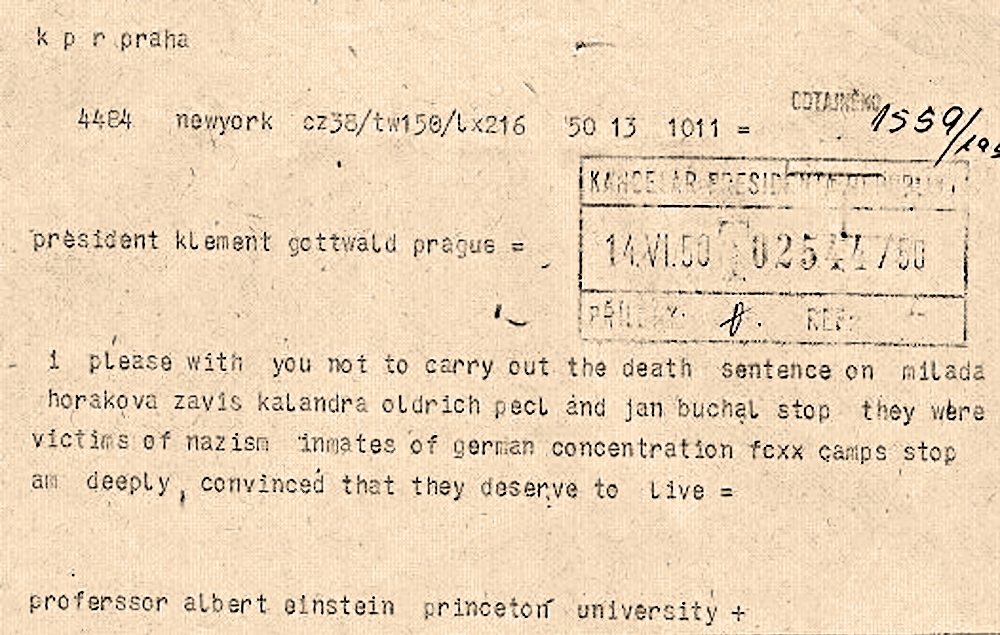
Einsteinův telegram žádající omilostnění odsouzených

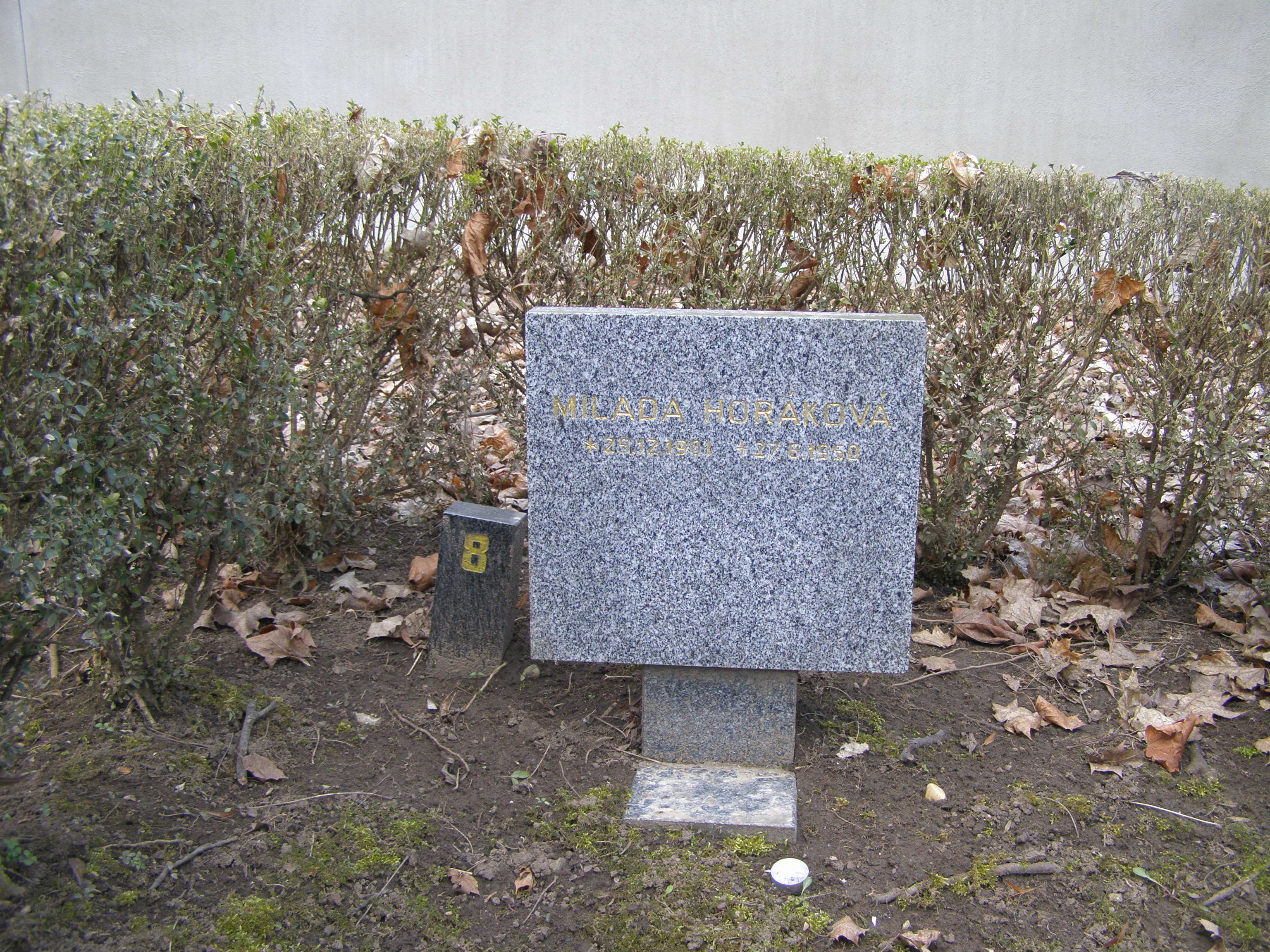
Symbolický hrob M. Horákové na čestném pohřebišti na Ďáblickém hřbitově v Praze

Milada Horáková odmítla žádat o milost, ale její dcera i advokát tak učinili. Přestože i mnohé významné osobnosti, například Albert Einstein, Jean-Paul Sartre, Winston Churchill nebo Eleanor Rooseveltová, se snažily svými dopisy získat pro odsouzené milost u prezidenta, Gottwald, formálně na doporučení ministra spravedlnosti, rozsudky k trestu smrti podepsal.
Ve dnech 24. – 27. června 1950 napsala Milada Horáková v cele smrti deset dopisů, o jejichž existenci se veřejnost dozvěděla až po sametové revoluci v roce 1989. Svůj poslední dopis, určený především rodině, napsala v den popravy dne 27. června 1950 ve 02.30 hodin ráno. V něm mimo jiné prohlásila:
| „ | Je to zvláštní shoda okolností; když se měla narodit Jana, udělala jí místo na světě naše máma. Teď dělám tu výměnu životů zase já. (…) Jdu s hlavou vztyčenou – musí se umět i prohrát. To není hanba. I nepřítel nepozbyde úcty, je-li pravdivý a čestný. V boji se padá, a co je jiného život než boj. | “ |

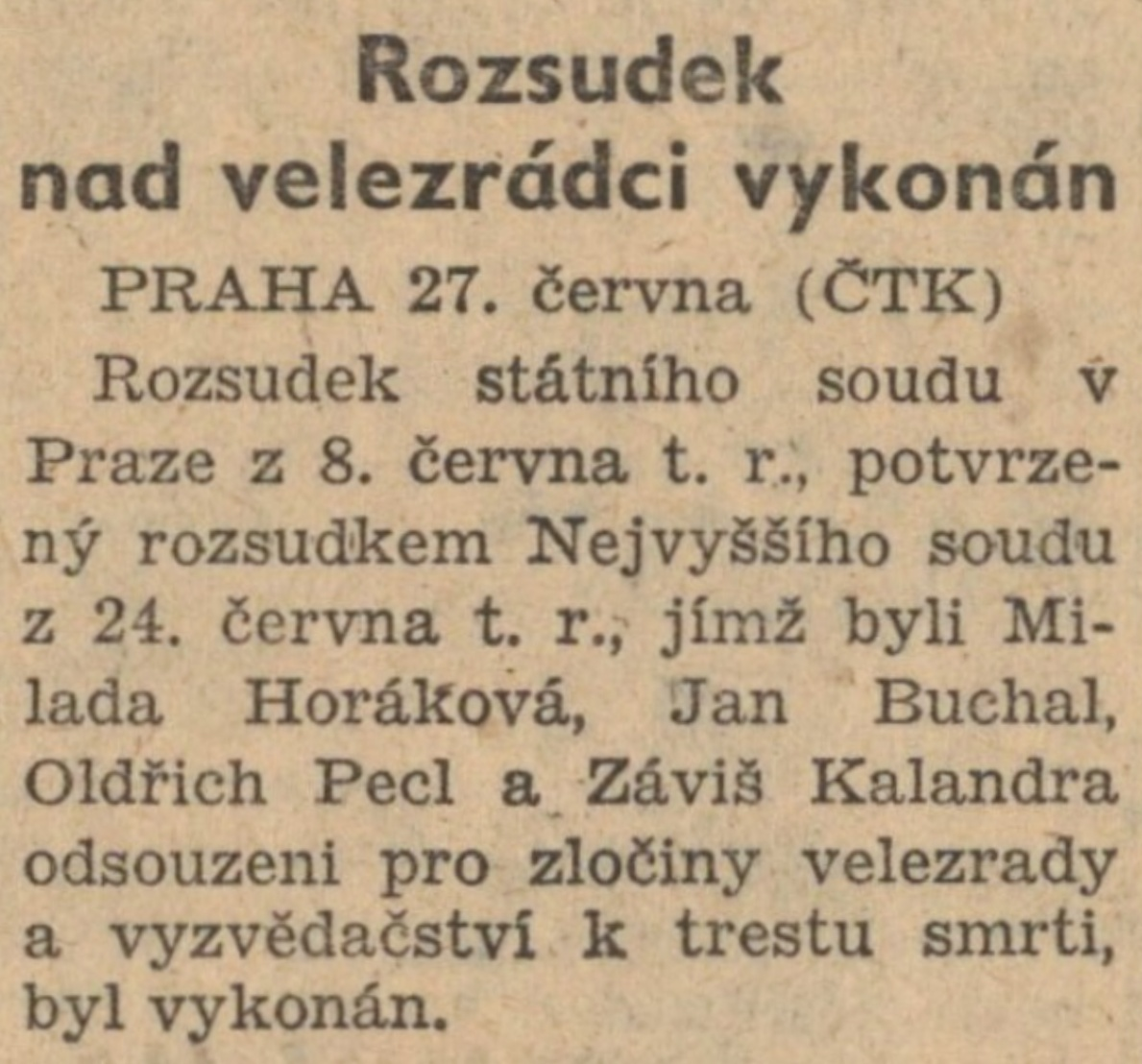
Novinová zpráva z Rudého práva informující o vykonání rozsudku

V noci ze 26. na 27. června 1950, jen několik hodin před její popravou, směl v pankrácké věznici Miladu Horákovou navštívit kněz. Faráři jejího smíchovského evangelického sboru Janu Kučerovi (1894–1973) to nebylo povoleno, a proto ho zastoupil farář Jiří Vojtěchovský. Byl tak poslední, kdo s ní mluvil.
Poprava Horákové byla vykonána oběšením na dvoře pankrácké věznice 27. června 1950 v 05.35 hodin ráno, jako poslední ze všech čtyř k smrti odsouzených (před ní byli oběšeni Jan Buchal, Záviš Kalandra a Oldřich Pecl). Jejím katem byl Vladimír Trunda. Na Pankráci se používal tradiční způsob oběšení na škrtící smyčce, na které poprava trvala zpravidla několik minut. Odsouzeným bylo nasazeno škrtidlo a pomocník kata tahal lanem za spoutané nohy. Horáková se udusila po téměř patnácti minutách (podle jiného zdroje po osmi) od zahájení popravy.
Ostatky byly zpopelněny, obdobně jako u Heliodora Píky nebyly pohřbeny a dosud nebyly nalezeny. Po kremaci byly převezeny do prostoru pankrácké věznice, kde komunistická moc schovávala před veřejností ostatky stovek odpůrců režimu patrně proto, aby se pohřeb nemohl změnit v protirežimní manifestaci. V šedesátých letech, kdy už bylo uren ve skladu příliš, byly rozvezeny po menších počtech na různé hřbitovy. Některé urny byly úmyslně zničeny (např. Václav Švéda, Zbyněk Janata ze skupiny bratří Mašínů).
Její vražda vyvolala velký mezinárodní ohlas.

## Citáty
| „                            | Padám, padám, tento boj jsem prohrála, odcházím čestně. Miluji tuto zem, miluji tento lid, budujte mu blahobyt. Odcházím bez nenávisti k vám. Přeji vám to, přeji vám to… | “ |
| — Poslední slova M. Horákové | |   |

## Rodina
Manžel Ing. Bohuslav Horák se po úniku ze zatčení dva měsíce skrýval v okruhu své evangelické církve. Protože žít v ilegalitě bylo velmi rizikové, 1. prosince 1949 se mu podařilo uniknout do Západního Německa, kde žil v táboře Valka. Roku 1951 získal povolení k vystěhování se do USA, a to i přes komplikaci v podobě faktu, že ještě před emigrací podal přihlášku do KSČ. Ve Spojených státech nakonec v roce 1976 zemřel.
Dcera Jana (později provdaná Kánská) byla vychována na přání matky u sestry Věry, příjmením Králové-Tůmové. Nemohla však studovat, v roce 1968 ovšem dostala vystěhovalecké vízum a odjela za otcem do USA. Sestra Milady Horákové Věra se po roce 1989 aktivně podílela na činnosti Masarykova demokratického hnutí, od jehož předsednictva pro ni převzala Čestnou medaili TGM za věrnost jeho odkazu až do poslední chvíle svého života.

## Názory
Během svého působení v Ženské národní radě byla Františkou Plamínkovou silně ovlivňována myšlenkami T. G. Masaryka a později i Edvarda Beneše. Osvojila si její ideály: pravda, svoboda, humanita, demokracie.

## Odkaz

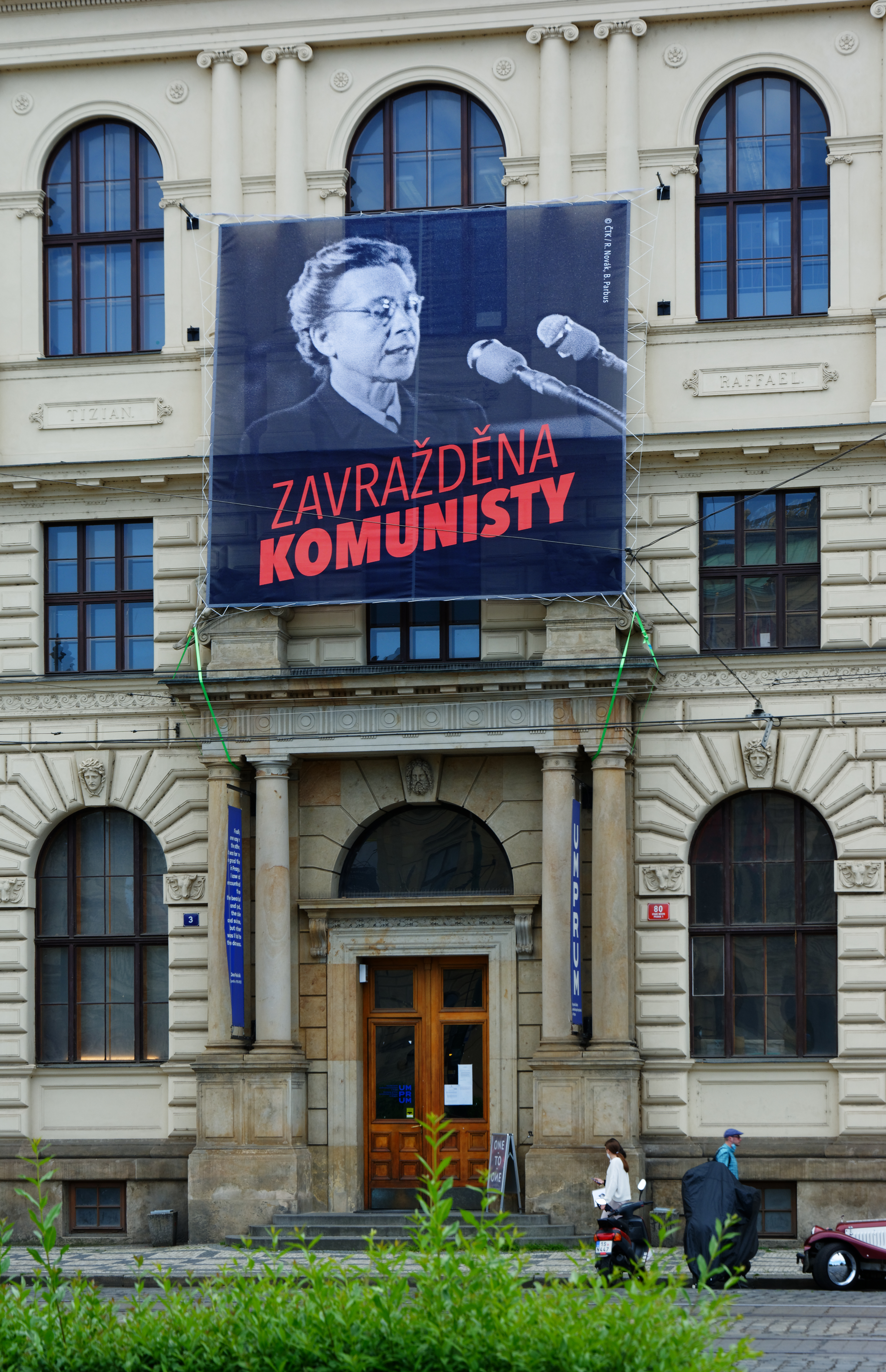
Připomenutí 70 let od popravy M. Horákové v rámci kampaně Milada 70 spolku Dekomunizace. Praha, 2020

### Rehabilitace
Nejvyšší soud 3. července 1968 nezákonný rozsudek zrušil, plná rehabilitace však mohla proběhnout až v roce 1990.
„Nechci, aby se dnes z mojí sestry dělala nějaká světice. Byla normální, zdravě myslící člověk. Někdy dovedla být velmi přísná. Její muž sám sebe dobrovolně postavil na druhou kolej, velmi si jí vážil,“ uvedla sestra Milady Horákové Věra Tůmová v roce 1990 v rozhovoru pro časopis Mladý svět.
Dne 11. září 2008 byla bývalá a poslední žijící prokurátorka procesu Ludmila Brožová-Polednová vrchním soudem odsouzena k 6 letům odnětí svobody nepodmíněně za podíl na justiční vraždě.
V den 21. prosince 2010 udělil prezident Václav Klaus Brožové-Polednové milost. Její udělení bylo vysvětleno tím, že prezident „přihlédl k vysokému věku odsouzené, k tomu, že část trestu již vykonala, a k jejímu zdravotnímu stavu.“

### Ocenění
- 25. června 1938 obdržela Střední medaili Ministerstva zdravotnictví a tělesné výchovy za odborné zásluhy při výstavbě Masarykova státního stadionu v Praze.
- V roce 1991 prezident Václav Havel udělil JUDr. Miladě Horákové in memoriam Řád Tomáše Garrigua Masaryka I. třídy.
- Roku 2004 byl 27. červen, den popravy Horákové, vyhlášen významným dnem jako Den památky obětí komunistického režimu.
- V roce 2006 byla Miladě Horákové udělena americkou Nadací pro vybudování washingtonského památníku obětem zločinů komunismu Medaile svobody.
- 26. října 2007 byla in memoriam obdarována Záslužným křížem ministryně obrany, což je jedno z nejvyšších armádních vyznamenání.
- Dne 2. ledna 2020 udělila slovenská prezidentka Zuzana Čaputová Řád bílého dvojkříže I. třídy JUDr. Miladě Horákové in memoriam za mimořádné zásluhy o Slovenskou republiku, rozvoj a ochranu demokracie, lidských práv a svobod.

### Památníky
- Na Pětikostelním náměstí v Praze (50°5′24,36″ s. š., 14°24′14,77″ v. d.) stojí řečnický pult podobný tomu, za kterým se Milada Horáková hájila během soudního procesu. Na mikrofonu sedí skřivánek, jenž má podle autora pomníku Josefa Faltuse symbolicky připomínat samotnou Horákovou. Ta se v něj změnila a odlétá za svobodou.[43] Památník doprovází slova napsaná v jejím posledním dopise z vězení, přeložená do čtyř světových jazyků. K jeho odhalení došlo 16. listopadu 2015 za přítomnosti dcery Jany Kánské. Výstavba pomníku Milady Horákové ve Sněmovní ulici byla pod záštitou tehdejšího ministra kultury Daniela Hermana zahájena 22. října 2015. Slavnostní odhalení proběhlo 16. listopadu 2015 za účasti MUDr. Martina Jana Stránského, předsedy správní rady Nadačního fondu Stránský a iniciátora projektu, starostou Městské části Praha 1 Oldřichem Lomeckým, náměstkyní ministra kultury PhDr. Annou Matouškovou, předsedou poroty architektonicko-výtvarné Soutěže o pomník dr. Milady Horákové PhDr. Jaromírem Zeminou. Slavnostního odhalení se za krajany z USA zúčastnila i dcera Milady Horákové Jana Kánská. Na výstavbu pomníku přispěla především veřejnost sbírkou na transparentním účtu, část financí poskytli i američtí krajané. Finančně realizaci pomníku podpořil i matematik a sociální inovátor Karel Janeček. „Hledáme znovu svou identitu a v této souvislosti nabývá symbol dr. Milady Horákové, která se nebála hrdě hlásit k národní svobodě a bojovala se stejným nasazením proti nacismu i proti komunismu, na důležitosti,“ uvedl MUDr. Martin Jan Stránský a dodal: „Proto bude Milada Horáková stát právě ve Sněmovní ulici jako připomínka pravého češství všem politikům, kteří nemalou měrou rozhodují o našem osudu.“
- Dne 12. června 1995 byla na budově základní školy na ulici Obránců míru v Kopřivnici za přítomnosti Jany Kánské, dcery Milady Horákové, a ministrů spravedlnosti a obrany ČR odhalena pamětní deska. Škola byla při této příležitosti přejmenována na „Základní školu dr. Milady Horákové“. Ve vstupní hale školy bylo vytvořeno pamětní místo, jehož součástí je reliéf s portrétem Milady Horákové, který je dílem sochařky Jaroslavy Lukešové.[44]
- Dne 24. června 1995 byl v parčíku u Ploučnice na Smetanově nábřeží v České Lípě odhalen pomník JUDr. Miladě Horákové a park byl zároveň přejmenován na počest popravené české političky. Pomník tvoří dvoumetrový žulový podstavec, na němž je umístěna busta Milady Horákové. Součástí pomníku, který je dílem sochařky Jaroslavy Lukešové, je pamětní deska, umístěná poblíž v trávě. Tři dny po odhalení, v noci z 27. na 28. června 1995, byla poškozena jak deska pomníku, tak i deska s nápisem „Park dr. Milady Horákové“. Následky tohoto vandalského činu, jemuž byla přisouzena politická motivace, byly posléze opraveny.[45]
- Od roku 2000 je na hřbitově na Vyšehradě vně severní lodi baziliky sv. Petra a Pavla symbolický hrob (kenotaf) Milady Horákové s bustou od akademické sochařky Jaroslavy Lukešové, modrošedým náhrobkem a pamětní deskou, věnovanou všem obětem totalitních režimů. Celý památník navrhl sochař Karel Hořínek. Busta byla původně bronzová, po jejím odcizení v lednu 2006 zde byla později umístěna jen její kopie z pozlacené pryskyřice.
- V červnu roku 2000 byl před budovou na adrese Vrchlického 12 nedaleko teplického Úřadu práce a nádraží Teplice v Čechách v Ústeckém kraji odhalen památník, který je dílem sochařky Jaroslavy Lukešové a architekta Milana Míška. Pomník se skládá ze dvou vertikálních břeven a jednoho kratšího příčného břevna, v jehož středu je umístěn portrét profilu tváře Milady Horákové.[46]
- V budově Nové radnice na pražském Mariánském náměstí je umístěna pamětní deska Milady Horákové, opět od akademické sochařky Jaroslavy Lukešové.
- Na budově úřadu městské části Prahy 7 v ulici Milady Horákové 2 byla v roce 2002 odhalena pamětní deska a plaketa s portrétem Milady Horákové.
- Dne 28. října 2009 byla na náměstí Hrdinů (před vrchním soudem a věznicí Pankrác, Praha 4 – Nusle) odhalena busta Milady Horákové na památníku obětem komunistického režimu. Ještě před dokončením vyvolal památník kontroverze, protože na bustu přispěla mj. i KSČM (nejštědřejším sponzorem byla údajně ČSSD, přispěla i městská část Praha 4 a řada jednotlivců).[47][48] Od této stavby se distancoval i Klub dr. Milady Horákové.[49] Autory žulového pomníku a bronzové busty jsou architekt Jiří Lasovský a sochař Milan Knobloch.
- Dne 10. října 2010 byl před smíchovským kostelem Českobratrské církve evangelické odhalen památník, jehož autorem je sochař Olbram Zoubek.[50]
- Na paměť doktorky Milady Horákové byla jejím jménem pojmenováno čtyřleté Gymnázium Milady Horákové Na Planině 1393 v Praze 4, kde v současné době sídlí i Klub dr. Milady Horákové. Dále pak je po ní pojmenována i základní škola v ulici Milady Horákové v Hradci Králové.
- Pamětní deska se symbolickým reliéfem[51] na budově vinořské fary připomíná protikomunistický odboj. Je věnována Miladě Horákové, Vojtovi Benešovi, Vojtěchu Jandečkovi, Josefu Nestávalovi, Zdeňku Peškovi a řádovým kněžím. Deska byla odhalena 24. října 2002 a nachází se vpravo od vchodu do farního úřadu ve Vinoři na adrese: Vinořské náměstí 16, 190 17 Praha 9. (50°08′35″ s. š., 14°34′48″ v. d.) Výše jmenovaní bývalí funkcionáři českých nekomunistických stran (Horáková a Nestával za národní socialisty a zároveň byli i členy národněsocialistické „politické šestky“[52]; Beneš a Peška za sociální demokraty; Jandečka za stranu lidovou) se zde sešli dne 25. září 1948, aby projednali otázku možné koordinace politických aktivit jednotlivých stran. Jediný závěr, ke kterému dospěli, bylo konstatování, že každá strana bude i nadále vyvíjet politickou činnost samostatně a vzájemné informování bude probíhat v individuální rovině. Tato vinořská schůzka byla jedním z ústředních bodů konstrukce a posléze i obžaloby v procesu, v němž byli komunistickým režimem odsouzeni: Milada Horáková, Josef Nestával a Zdeněk Peška. (Vojtěch Jandečka byl zatčen a souzen se skupinou funkcionářů spolku Orel. Vojta Beneš, starší bratr Edvarda Beneše, odešel na jaře 1949 do exilu.) Řádový dům salesiánů Dona Bosca ve Vinoři byl zlikvidován komunistickým režimem (v noci ze 13. na 14. dubna 1950) v rámci tzv. Akce K spolu s dalšími kláštery a mužskými řeholními řády.[53]
- Pamětní busta absolventky Univerzity Karlovy dr. Horákové je v přízemí Karolina.
- Na jejím rodném domě na rohu ulic Rumunská a Bělehradská na Vinohradech (50°4′26″ s. š., 14°25′59″ v. d.) byla dne 11. ledna 2022 slavnostně odhalena její pamětní deska. Slavnostního odhalení se zúčastnili Alexandra Udženija, Jana Černochová, ředitel Gymnázia Milady Horákové Filip Novák a další osobnosti veřejného života. Autory pamětní desky JUDr. Milady Horákové jsou Jana Šindelová a Michal Motyčka, text napsala dr. Zora Dvořáková. Michal Motyčka, Jana Šindelová: Pamětní deska JUDr. Milady Horákové, 2021, corten, pozlacený nerez, 2330 × 664 × 160 mm.

Pamětní místa připomínající Miladu Horákovou
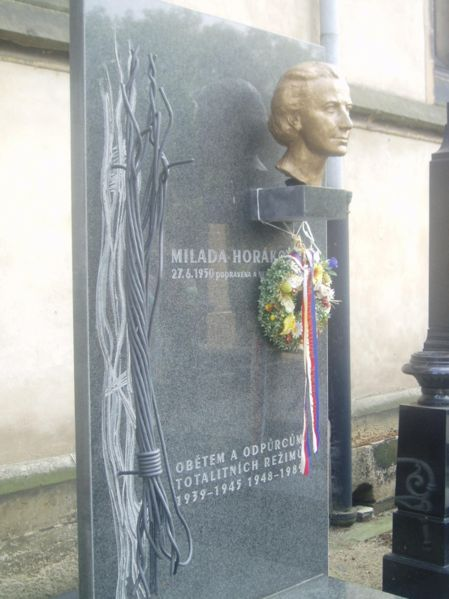
Symbolický hrob M. Horákové na vyšehradském hřbitově („…popravena a nepohřbena“)
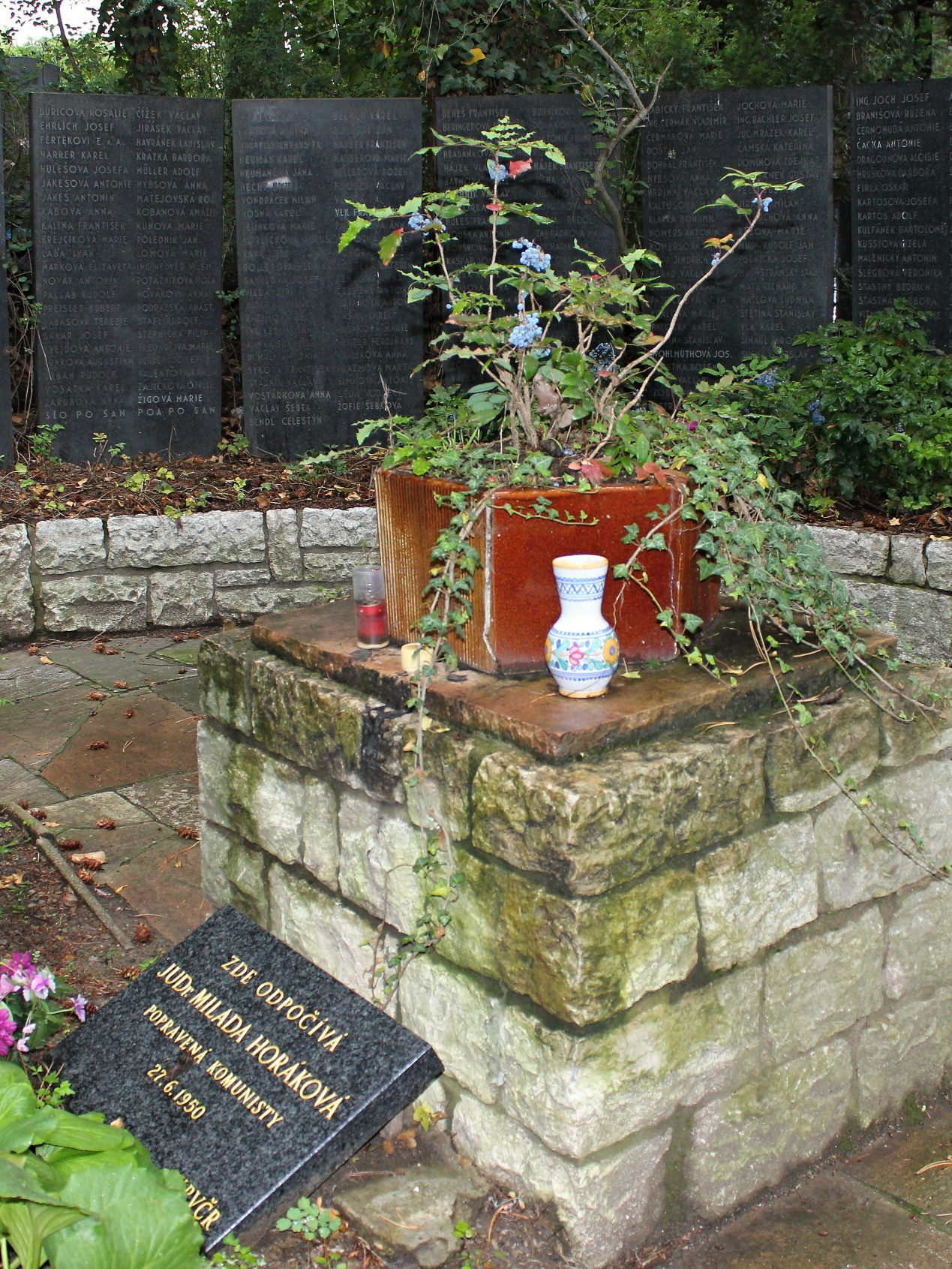
Hrob M. Horákové, krematorium Strašnice
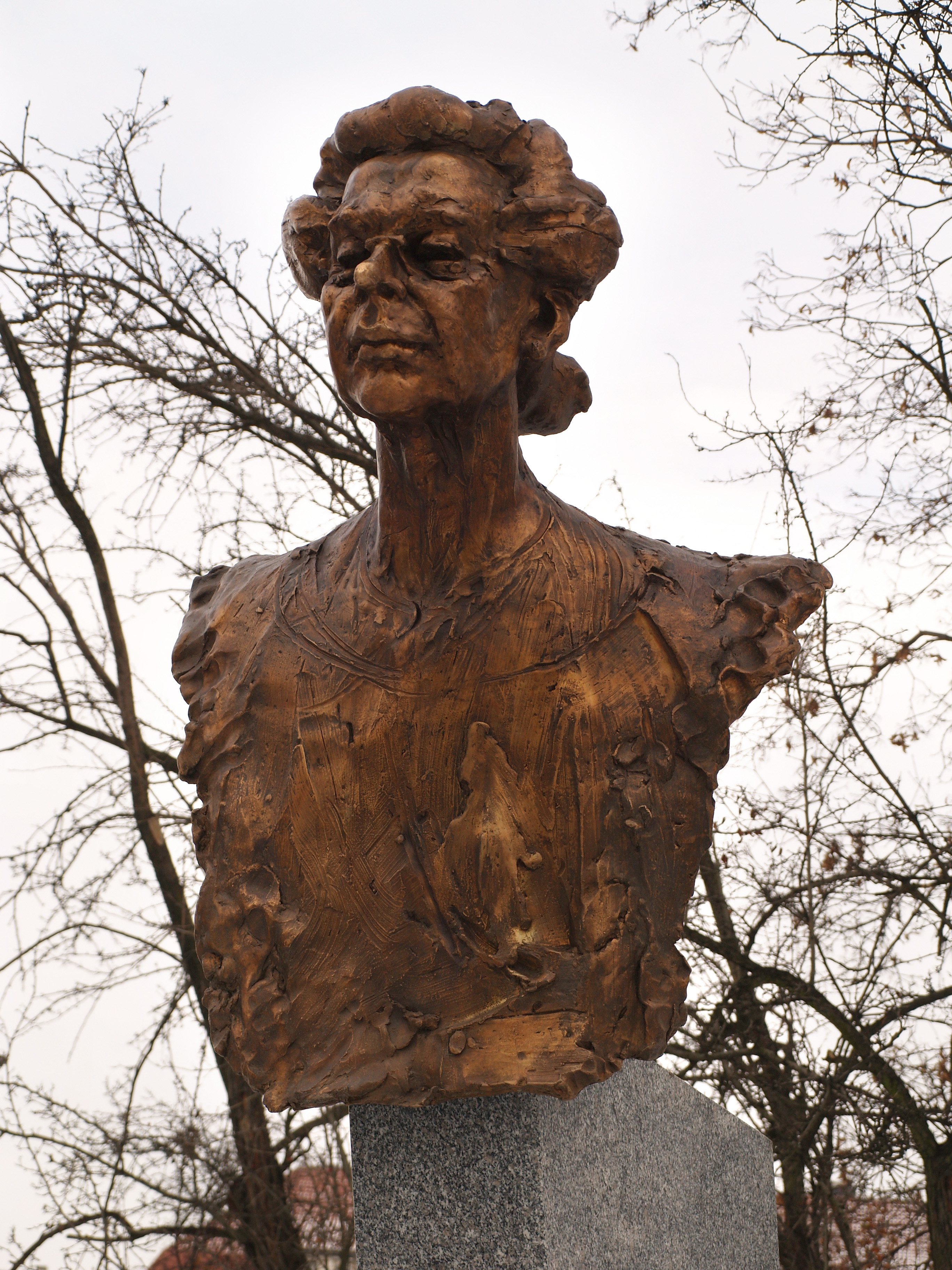
Busta na památníku před věznicí Pankrác, Praha 4 – Nusle
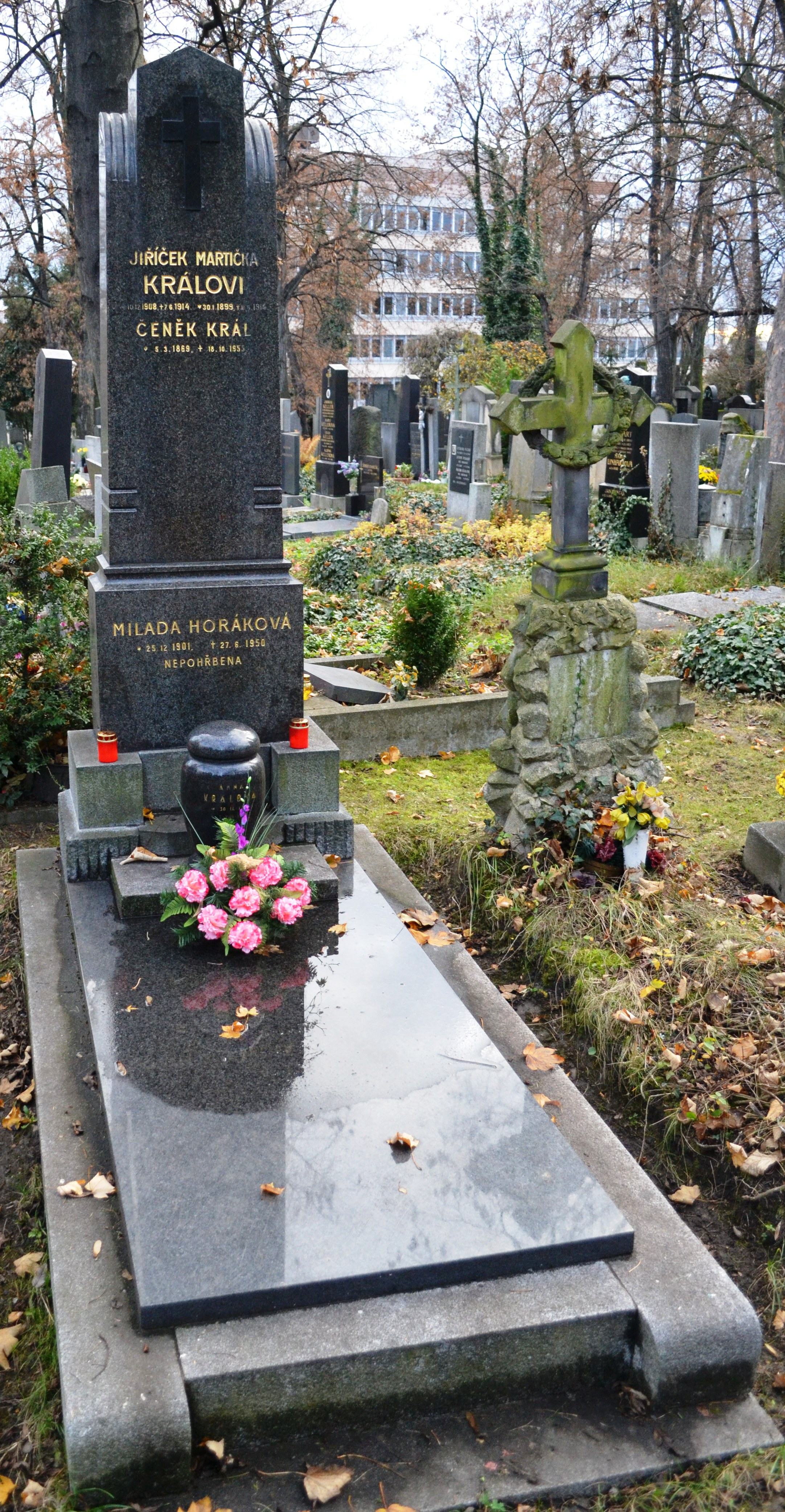
Symbolické místo posledního odpočinku M. Horákové na vinohradském hřbitově v Praze
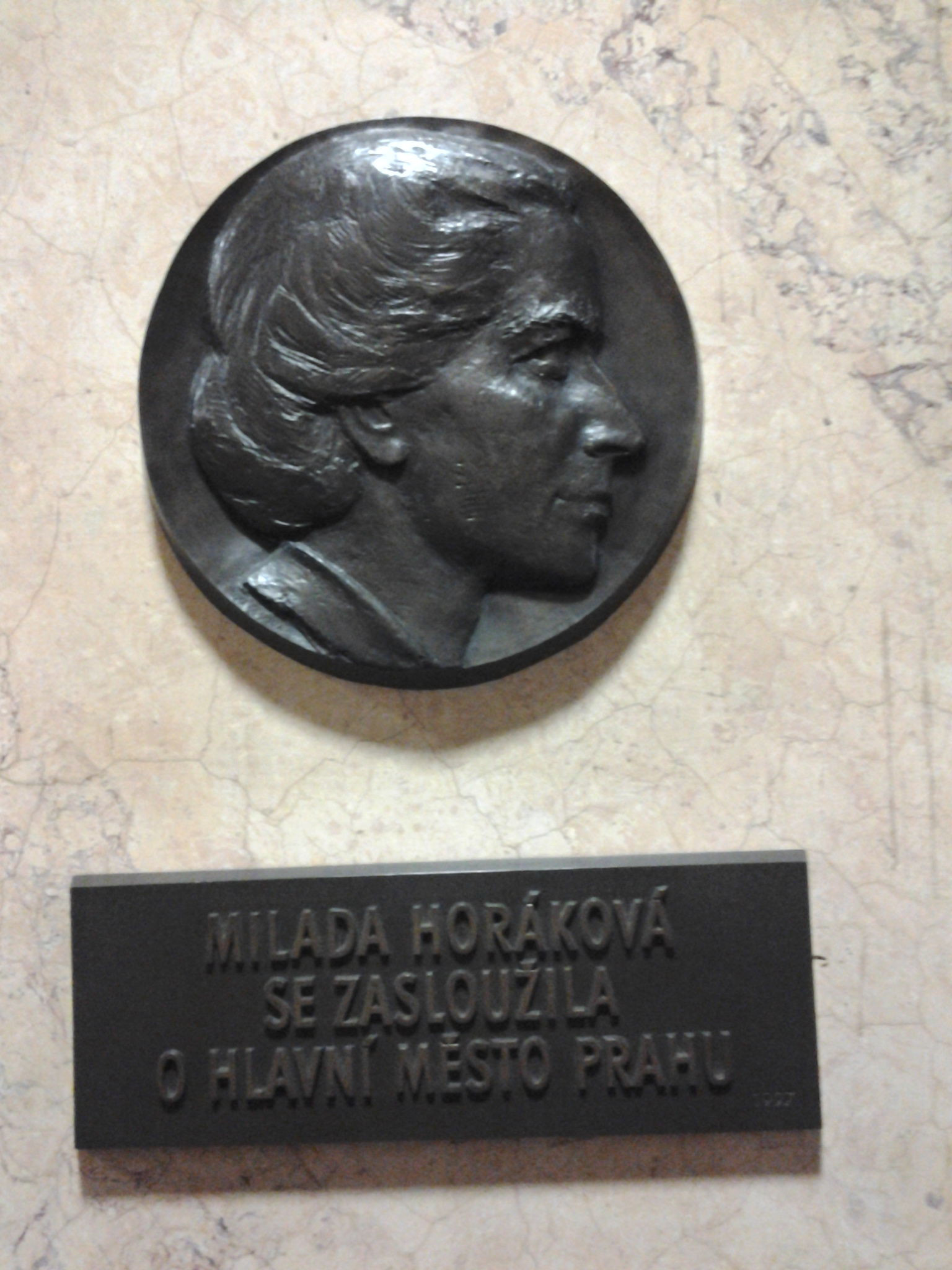
Portrétní medialon M. Horákové na schodišti v budově Nové radnice
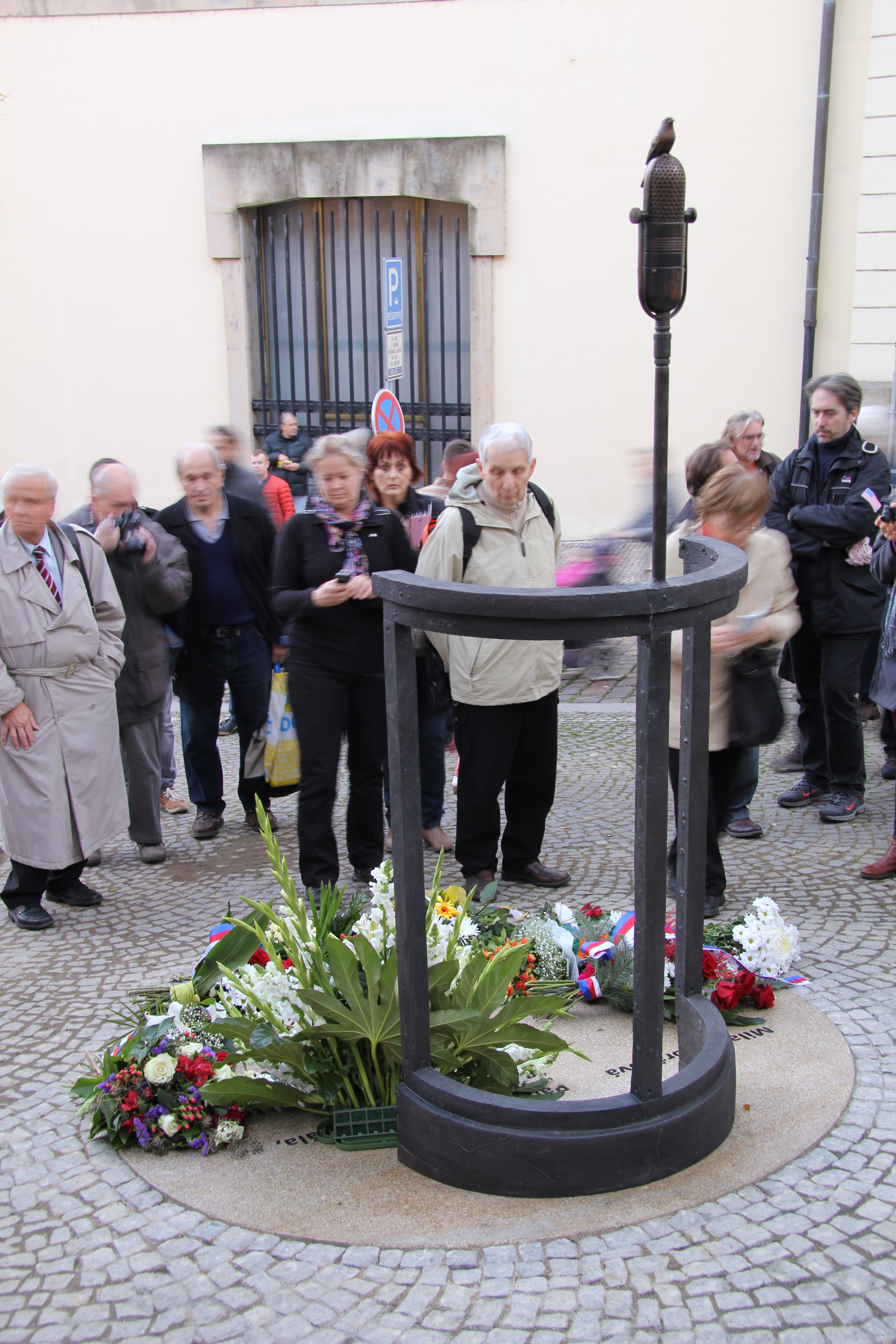
Pomník M. Horákové na Pětikostelním náměstí v Praze
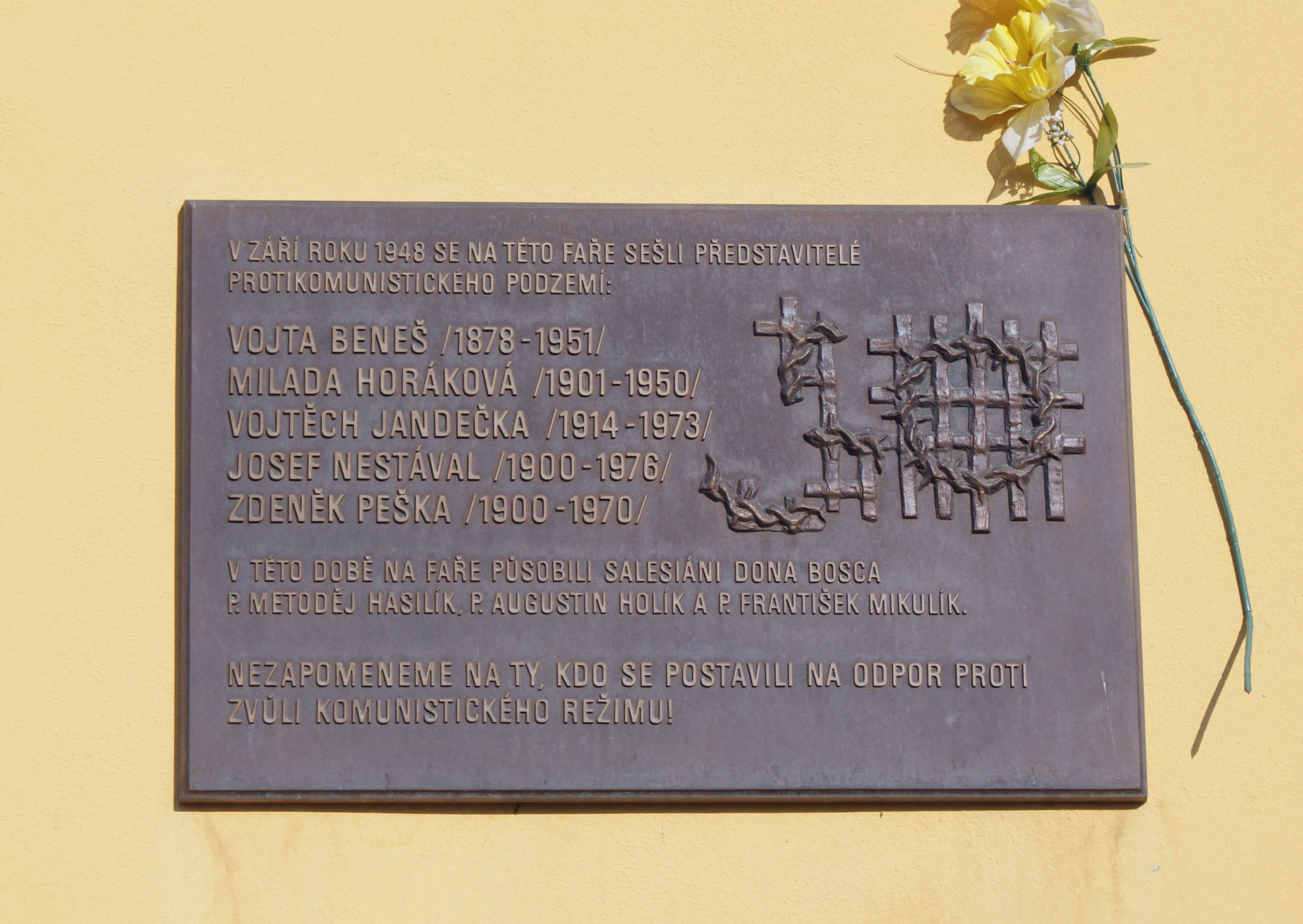
Pamětní deska na vinořské faře
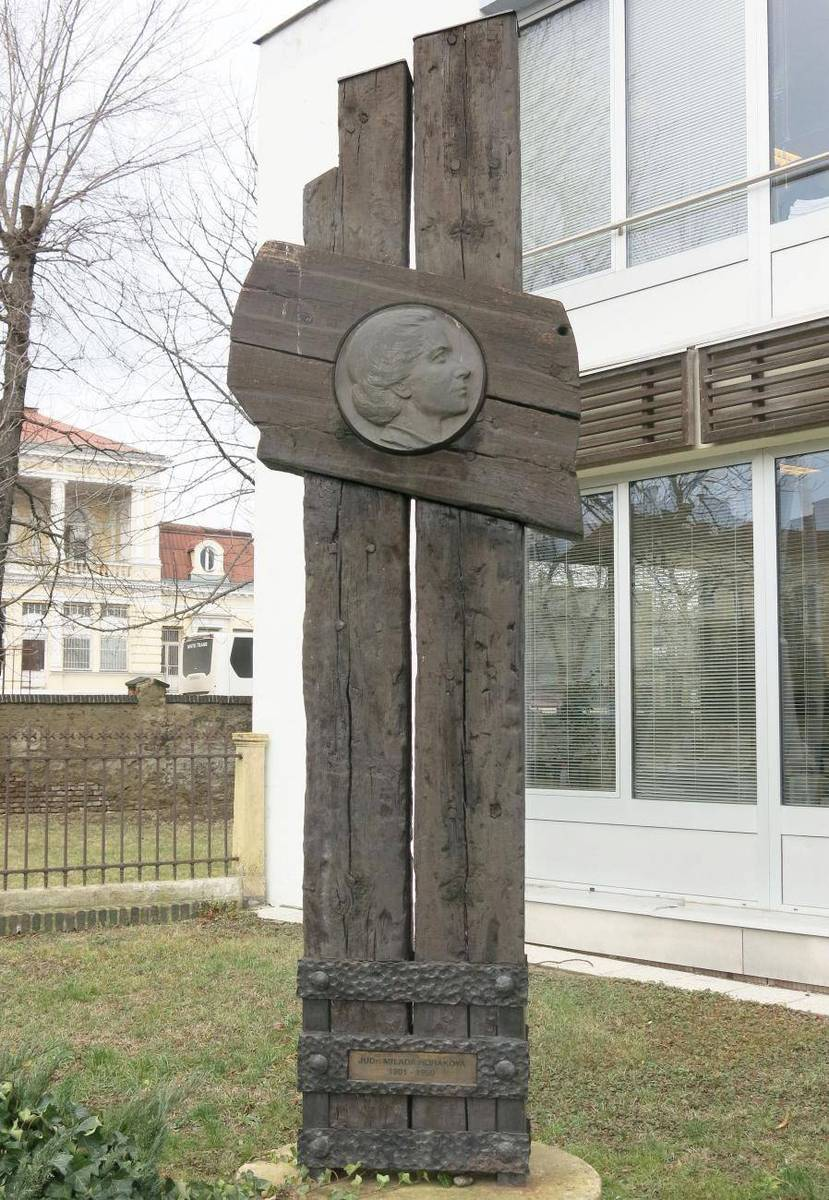
Pomník v Teplicích
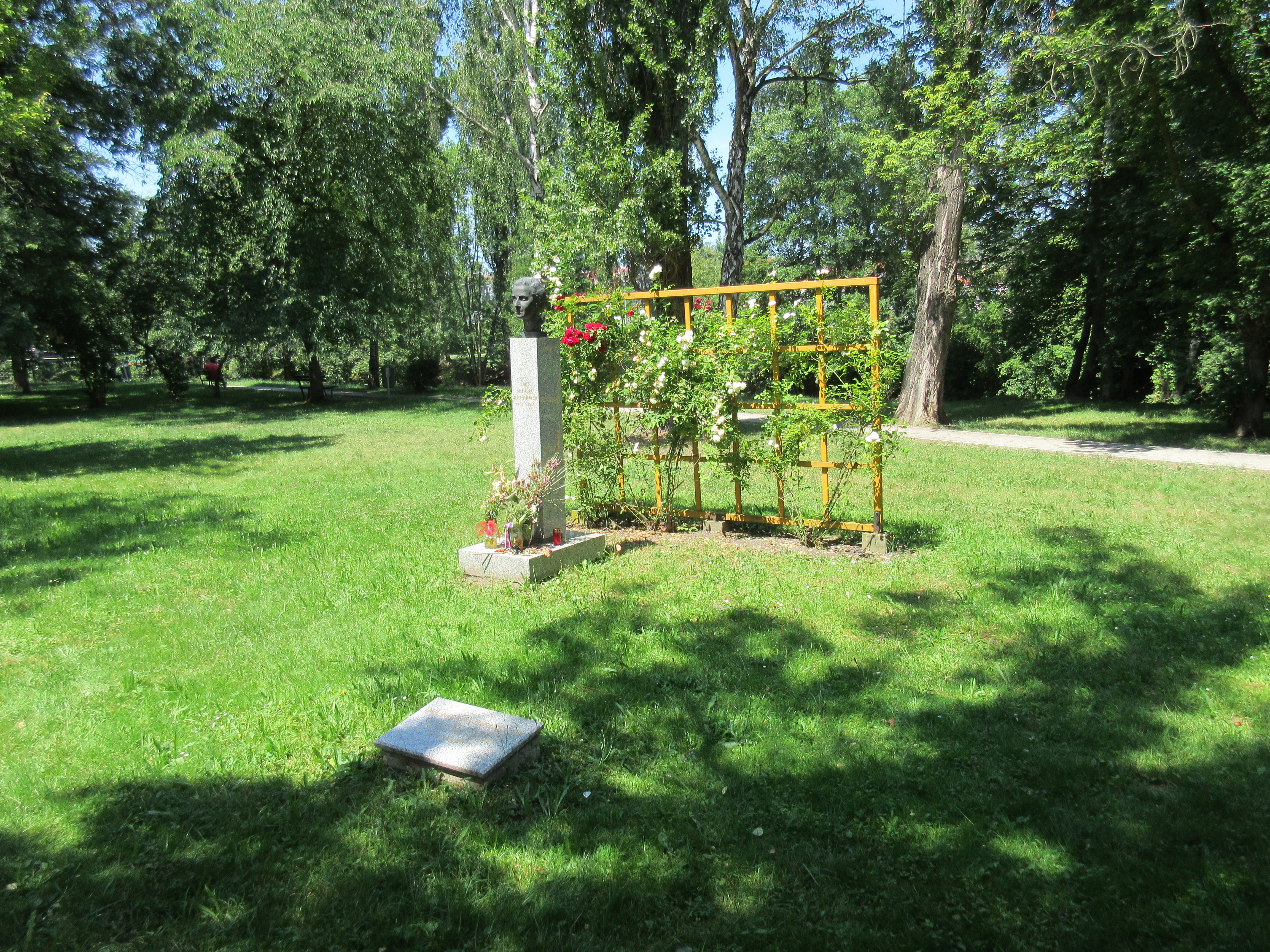
Busta v parčíku u Ploučnice v České Lípě
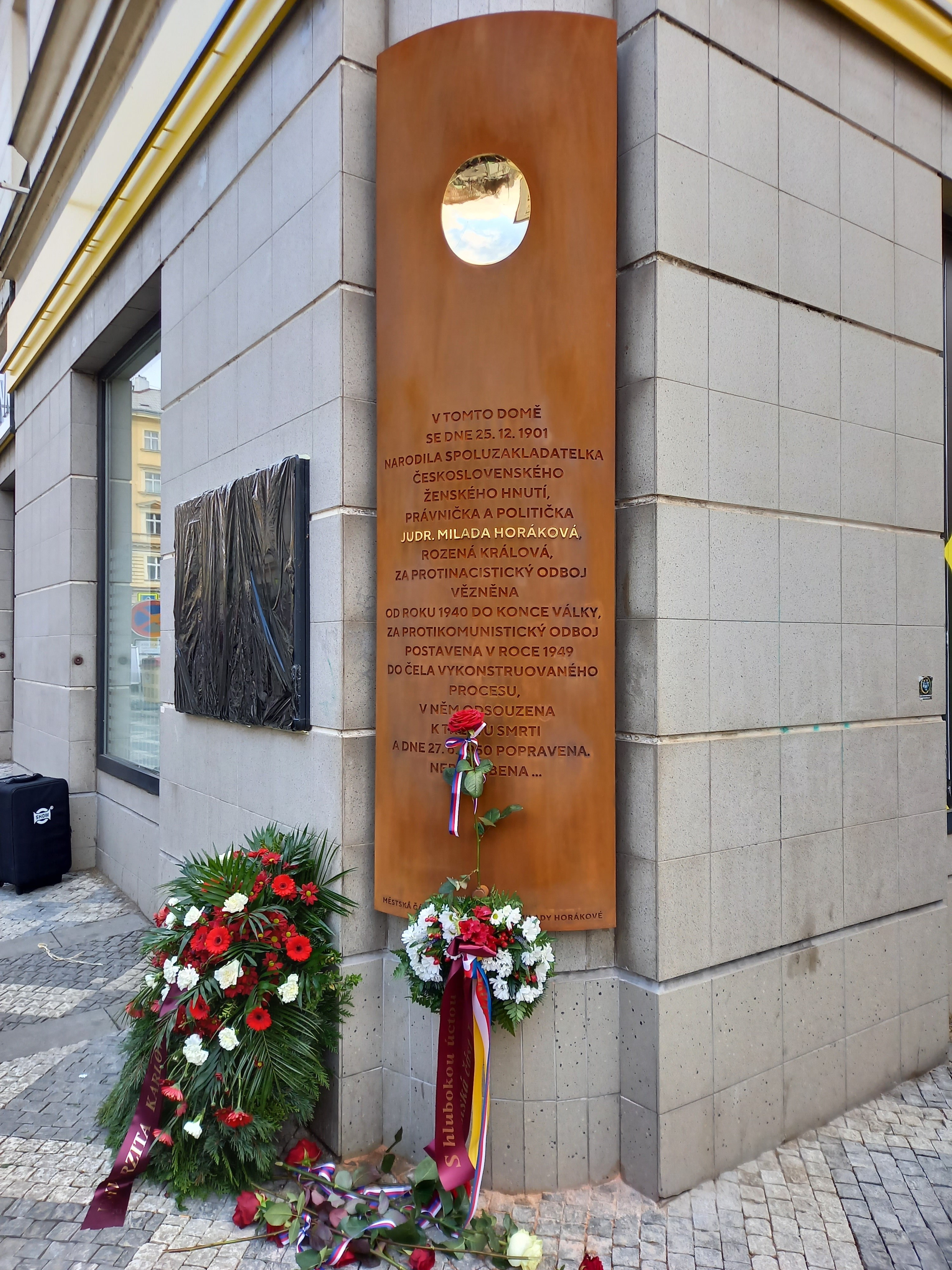
Pamětní deska na jejím rodném domě na Vinohradech
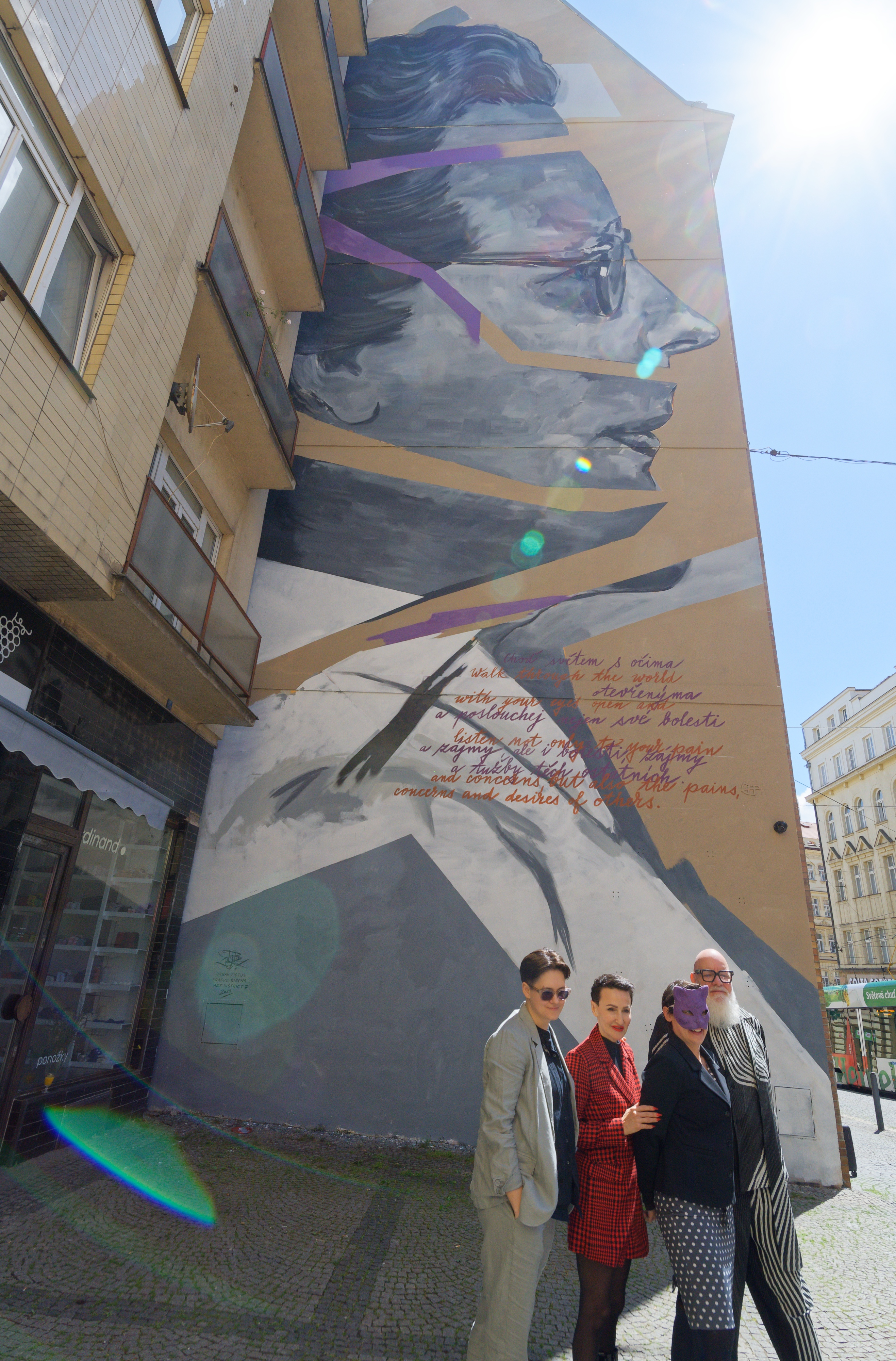
Mural Milada, dílo autorky Toy_Box na průčelí domu Milady Horákové 690/4 v Praze 7 – Holešovicích. Dílo odhaleno při příležitosti 75. let od zavraždění Milady Horákové.

### Ulice
Ulice či náměstí Milady Horákové se nachází ve více českých městech.

### Film
Ve výročních dnech politického procesu „Horáková a spol.“ 31. května – 9. června 2009 na programu ČT2 Česká televize vysílala v hlavním vysílacím čase dokumentární sérii PROCES H (10 x 52 min. © Česká televize 2009) autora scénáře a režiséra Martina Vadase. Vytvořil ji z archivních záběrů NFA a archiválií z NA, ČRo, ABS s přispěním významných historiků a pamětníků, se kterými prezentoval hrubý – díky archivářům v NFA dochovaný – filmový materiál komunistického režiséra Přemysla Freimana na Letní filmové škole v Uherském Hradišti v červenci 2005 – Slovácké divadlo 3 x 3 hod. Spolupracovali: PhDr. Petr Blažek, Mgr. Tomáš Bursík, Mgr. Petr Cajthaml, PhDr. Zora Dvořáková, Mgr. Pavlína Formánková-Kourová, Mgr. Josef Halla, Marek Janáč, prof. PhDr. Vladimír Just, CSc., Dr. Karel Kaplan, PhDr. Petr Koura, ing. Josef Lesák, Vladimír Opěla, Mgr. Karolína Pátková, Eva Pavlíková, PhDr. Petr Pavlovský, PhDr. Jiří Pernes, PhDr. Alena Šimánková a další. Dramaturgie ČT: Karel Hynie a Antonín Trš.
2. listopadu 2017 byl do českých kin uveden dlouho připravovaný životopisný a historický film o Miladě Horákové s názvem Milada. Ten získal dva České lvy, za kostýmy a masky. Hlavní roli ztvárnila izraelská herečka Ayelet Zurerová.